# 埃德娜·多尔
埃德娜·多尔（英語：Edna Doré, née Gorring，1921年5月31日—2014年4月11日），是一名英国演员，她出院拿过大量喜剧作品，比如1988年的BBC电视剧《伦敦东区》。
2014年，她因肺气肿去世于伦敦的家中，享年92岁。